# Utricularia prehensilis
Utricularia prehensilis este o specie de plante carnivore din genul Utricularia, familia Lentibulariaceae, ordinul Lamiales, descrisă de Ernst Meyer. Conform Catalogue of Life specia Utricularia prehensilis nu are subspecii cunoscute.